# Metro v Turíně
Metro v Turíně (italsky Metropolitana di Torino, zkráceně Metrotorino) zahrnuje jednu trasu metra systému VAL, zajišťující dopravu v severoitalském městě Turíně. Provozuje ho veřejná společnost GTT (Gruppo Torinese Transporti) kontrolovaná městskou samosprávou, její infrastrukturu spravuje a rozvíjí firma Infratrasporti.To, vlastněná rovněž městem. Trasa je dlouhá 13,2 kilometru a má 21 stanic, spojuje železniční stanici v Collegnu s multifunkčním centrem Lingotto.

## Dějiny
Už ve 30. letech 20. století vznikl první projekt na podzemní železnici. Dokonce začala výstavba první části tunelu, ale poté byl projekt zastaven. Později se tunel začal využívat pro podzemní parkování.
Nová iniciativa vznikla v 60. letech, kdy vznikla nová společnost na vývoj metra v Turíně, která nechala vypracovat nové projekty a studie na provoz trasy pod městským centrem a na další trasu spojující továrny FIAT s okolními čtvrtěmi. Ani tyto projekty nebyly uvedeny v život.
V 80. letech byl schválen projekt na výstavbu pěti tras lehkého metra, pouze plánovaná trasa 3 ale byla postavena podle původního projektu zatímco ostatní byly nahrazené běžnými tramvajemi nebo autobusy.

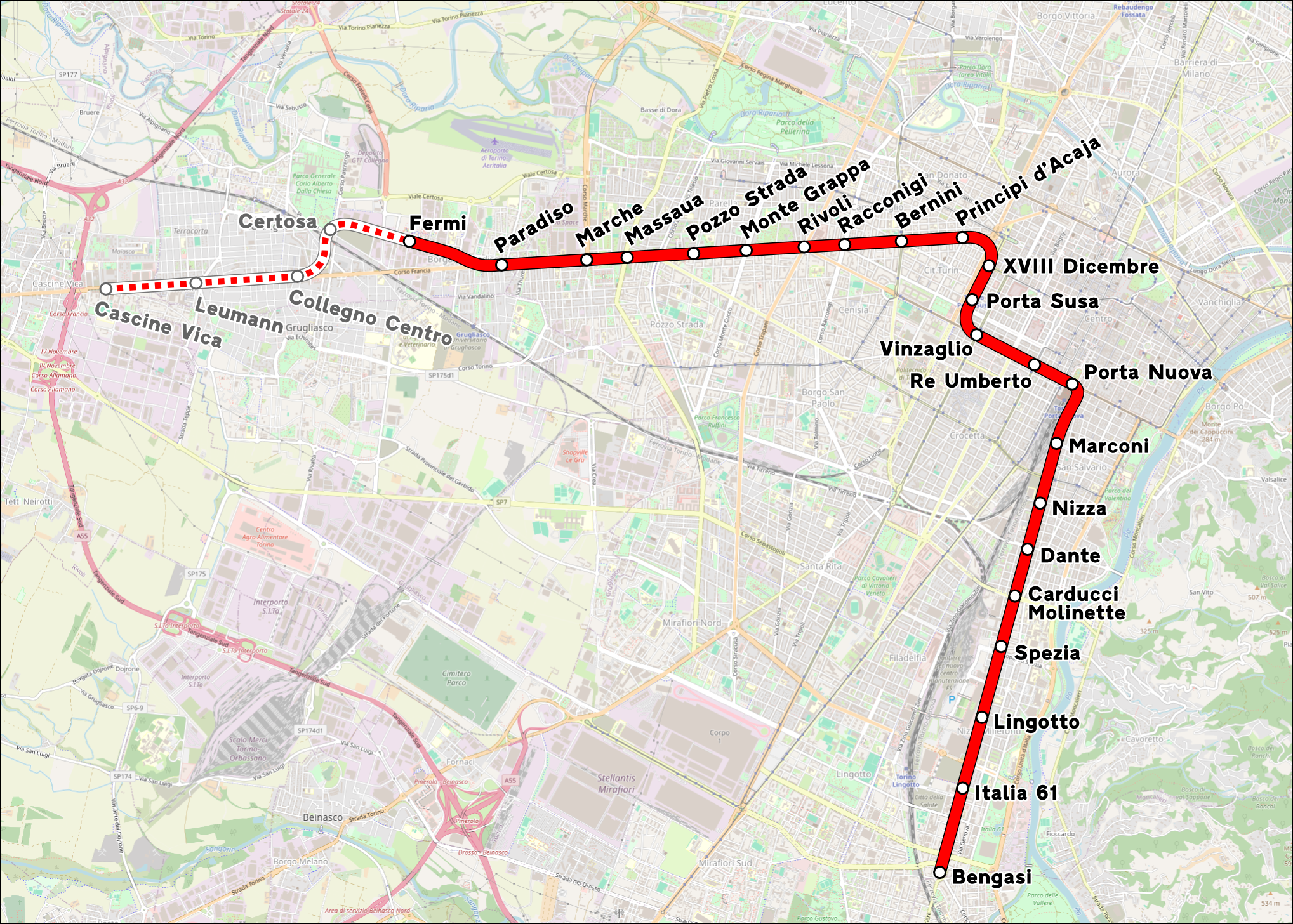
Plán metra v roce 2020

Nový projekt byl schválen v roce 1995. Trasa měla vést z Campo Volo na západním kraji města k hlavnímu nádraží Porta Nuova. Kvůli nedostatku financí ale byl zastaven.
V dubnu 1999 navázal na tuto myšlenku projekt prodloužené trasy založený jako systém VAL. Výstavba začala 19. prosince 2000 v rámci budování infrastruktury pro Zimní olympijské hry 2006. První úsek mezi stanicemi Fermi a XVIII Dicembre byl otevřen 4. února 2006. Druhý úsek vedl z jihu na nádraží Porta Nuova a byl otevřen 5. října 2007. Stanice Porta Susa byla uvedena do provozu 9. září 2011. Poslední část z jihu do stanice Lingotto byla otevřena 6. března 2011.

## Provoz

### Jízdné

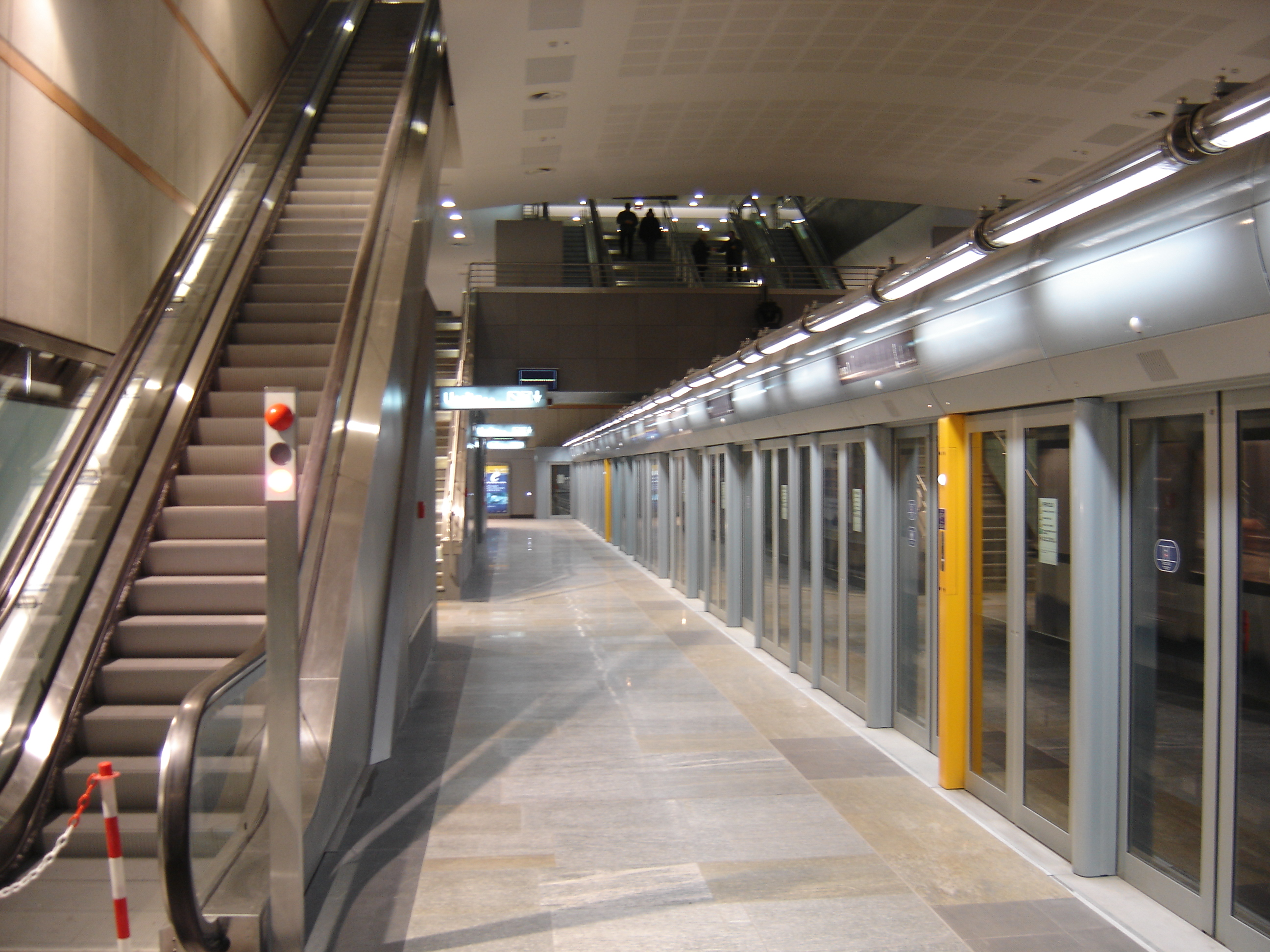
Stanice Fermi v průběhu Zimních olympijských her 2006.

Jízdenka na jednu jízdu stojí 1,5 euro, slouží i pro další prostředky městské hromadné dopravy na dobu 90 minut, dostupné jsou i různé předplatní jízdenky s delší dobou platnosti.

### Provozní doba
Turínské metro začíná provoz ve všední dny a v sobotu v 5:30, v neděli v 7:00. Konec provozu je v 22:00 v pondělí, v 0:30 v úterý, středu a čtvrtek, v 1:30 v pátek a v sobotu a v 1:00 v neděli.

## Plány na rozšíření

### Trasa 1
V plánu je vybudování dalších dvou stanic, čímž by se trasa prodloužila až na jižní okraj města k náměstí Piazza Bengasi. Dokončení této části se nečeká před listopadem 2017.
Na západ by trasa měla dosáhnout až čtvrti Cascine Vica ve městě Rivoli. Součástí by měla být velká přestupní stanice Collegno FS napojená na nádraží v Collegnu.

### Trasa 2
Výstavba druhé trasy je ve fázi přípravy. Měla by spojovat jihozápadní předměstí (Orbassano a Beinasco) se severní čtvrtí Barriera di Milano. Plán zahrnuje 26 stanic a křížení s první trasou metra ve stanici Porta Nuova. Trasa by měla obsluhovat i klíčová centra města jako Turínskou politechniku a náměstí Piazza Castello.
Na jihu i na severu by mělo vést metro zčásti po povrchu, aby se snížily náklady na výstavbu, v severní části přitom nahradí již nepoužívanou železnici z Turína do opuštěného nádraží Vanchiglia.

## Vozový park
- 46 souprav od společnosti Siemens Transportation Systems řady VAL 208.